# Maxime Méderel
Maxime Méderel (Limoges, 19 september 1980) is een Frans voormalig professioneel wielrenner. Nadat hij na het seizoen van 2015 geen nieuwe ploeg kon vinden besloot Méderel verder te gaan als amateur.

## Belangrijkste overwinningen
2005
Paris-Mantes-en-Yvelines (U23)
2006
7e etappe Ronde van Normandië
Polymultipliée Lyonnaise
2011
5e etappe Ronde van Bretagne

## Resultaten in voornaamste wedstrijden
| Jaar | Ronde van Italië | Ronde van Frankrijk | Ronde van Spanje |
| ---- | ---------------- | ------------------- | ---------------- |
| 2013 |                  | 52e                 |                  |
| 2014 | opgave           |                     | 35e              |
| 2015 |                  |                     |                  |

| Jaar | Luik-Bast.‑Luik | Ronde van Lombardije |
| ---- | --------------- | -------------------- |
| 2013 |                 |                      |
| 2014 |                 | 81e                  |
| 2015 | 99e             |                      |

## Ploegen
- 2005 –  Auber 93
- 2006 –  Auber 93
- 2007 –  Auber 93
- 2008 –  Crédit Agricole
- 2009 –  Auber 93
- 2010 –  BigMat-Auber 93
- 2011 –  BigMat-Auber 93
- 2012 –  Saur-Sojasun
- 2013 –  Sojasun
- 2014 –  Team Europcar
- 2015 –  Team Europcar